# Die Einsiedler
Die Einsiedler ist eine deutsch-österreichisch-italienische-Koproduktion aus dem Jahr 2016 von Ronny Trocker mit Andreas Lust und Ingrid Burkhard in den Hauptrollen. Die Premiere erfolgte am 2. September 2016 im Rahmen der 73. Internationalen Filmfestspiele von Venedig in der Reihe Orizzonti. Beim Zurich Film Festival wurde der Film ab 25. September 2016 in der Wettbewerbssektion Fokus Schweiz, Deutschland, Österreich gezeigt. In Deutschland wurde er am 3. Oktober 2016 am Filmfest Hamburg gezeigt, wo er für den Hamburger Produzentenpreis für Europäische Kino-Koproduktionen nominiert war. In Österreich wurde der Film am 29. März 2017 auf der Diagonale aufgeführt. Der Kinostart erfolgte in Deutschland am 12. Oktober 2017, in Österreich kam der Film am 26. Jänner 2018 in die Kinos.

## Handlung
Der Film erzählt die Geschichte von Albert, einem Mann Mitte 30, und seiner Mutter, der Bergbäuerin Marianne. Albert ist das einzige überlebende Kind der Eggerhofbauern Marianne und Rudl, seine drei Geschwister kamen vor vielen Jahren am Schulweg bei einem Lawinenunglück ums Leben. Trotz seines Alters bestimmt seine Mutter noch immer maßgeblich über Alberts Leben. Sie möchte ihm das einsame Leben am Berg ersparen und die Letzte sein, die den Hof bewirtschaftet. Daher organisiert sie ihm unten im Tal in einem Marmorbruch einen Arbeitsplatz. Der introvertierte Albert findet dort allerdings zunächst nur schwer Anschluss, gelegentlich schleicht er zurück auf den Hof, um dort heimlich im Heulager zu übernachten. 
Eines Tages verunglückt sein Vater Rudl bei einem Arbeitsunfall tödlich. Marianne verheimlicht diese Umstand vor ihrem Sohn und der Außenwelt, weil sie befürchtet, dass Albert wieder auf den Hof zurückkehren könnte, um die Aufgaben seines Vaters zu übernehmen, und vergräbt Rudls Leiche am Berg. Allerdings beginnen ihre Kräfte zunehmend zu schwinden, sie beichtet Albert den Unfalltod seines Vaters und bittet Albert um Hilfe. Dieser hat sich aber mittlerweile im Tal eingelebt und Paola, eine ungarische Gastarbeiterin und Kantinenköchin am Marmorbruch, kennengelernt, mit der sich eine Liebesgeschichte anbahnt. Albert steckt in der Zwickmühle, der erste Schnee fällt, Albert muss sich daher rasch entscheiden, will er seine Mutter nicht am Hof erfrieren lassen. Hinzu kommt, dass ihm Paola mitteilt, dass sie nach Ungarn zurückkehren muss. Albert bekommt drei Tage Urlaub, um sein Leben zu ordnen.

## Produktion und Hintergrund
Bei diesem Film handelt es sich um das Spielfilm-Debüt des Südtiroler Regisseurs Ronny Trocker, zu seinen bisherigen Arbeiten zählten Dokumentationen und Kurzfilme. Die Dreharbeiten fanden von Oktober 2015 bis Januar 2016 statt, gedreht wurde in Südtirol, überwiegend auf einem Bauernhof oberhalb von Allitz bei Laas im Vinschgau. Weitere Drehorte waren Prad am Stilfserjoch, das Timmelsjoch, der Laaser Marmorbruch und der Bahnhof Meran.
Unterstützt wurde der Film vom Österreichischen Filminstitut, dem Medienboard Berlin-Brandenburg, Business Location Südtirol und Tax Credit Italien, beteiligt waren Rai Südtirol und ServusTV. Produziert wurde der Film von der zischlermann filmproduktion GmbH, Koproduzenten waren die Golden Girls Filmproduktion GmbH und die Echo Film GmbH srl. 
Für den Ton zeichnete Niklas Kammertöns verantwortlich, für das Kostümbild Nastassja Kinspergher und für das Szenenbild Stefan Oppenländer.
Der Film wurde 2019 im Rahmen der Edition österreichischer Film von Hoanzl und dem Standard auf DVD veröffentlicht.

## Rezeption
Die Tageszeitung Die Presse schrieb über den Film, dass seine größte Stärke „die Inszenierung des Bauernhofs als Ort, der langsam, aber sicher aus der Welt fällt“ sei. „Trocker nimmt sich Zeit für diese Atmosphäre des Verfalls, zeigt den Bauernalltag, das Schleppen von Milchkannen, das einsame Mahl in einer graubraunen Küchenhöhle. [...] Das Tempo des Films ist gemächlich, um nicht zu sagen langatmig. Das entspricht der Zeitlichkeit des Settings; manche Stimmungsbildungsszenen wirken trotzdem müßig. Als an einer Stelle unvermittelt ein Eckkreuz zerschossen wird, schreckt man auf wie aus einer Trance.“

## Auszeichnungen und Nominierungen
4. Saas-Fee Filmfestival (SFFF) 2017
- Kritikerpreis[10]

Nashville Film Festival 2017
- Grand Jury Prize[11]

Fünf Seen Filmfestival 2017
- Fünf Seen Filmpreis[12]

Europäischer Filmpreis 2017
- Nominierung als Bester Erstlingsfilm („Europäische Entdeckung – Prix FIPRESCI“)[13]

Österreichischer Filmpreis 2019
- Auszeichnung für die Beste weibliche Hauptrolle (Ingrid Burkhard)
- Nominierung für die Beste männliche Hauptrolle (Andreas Lust)
- Auszeichnung für die Beste Kamera (Klemens Hufnagl)